# 연천군의 지질

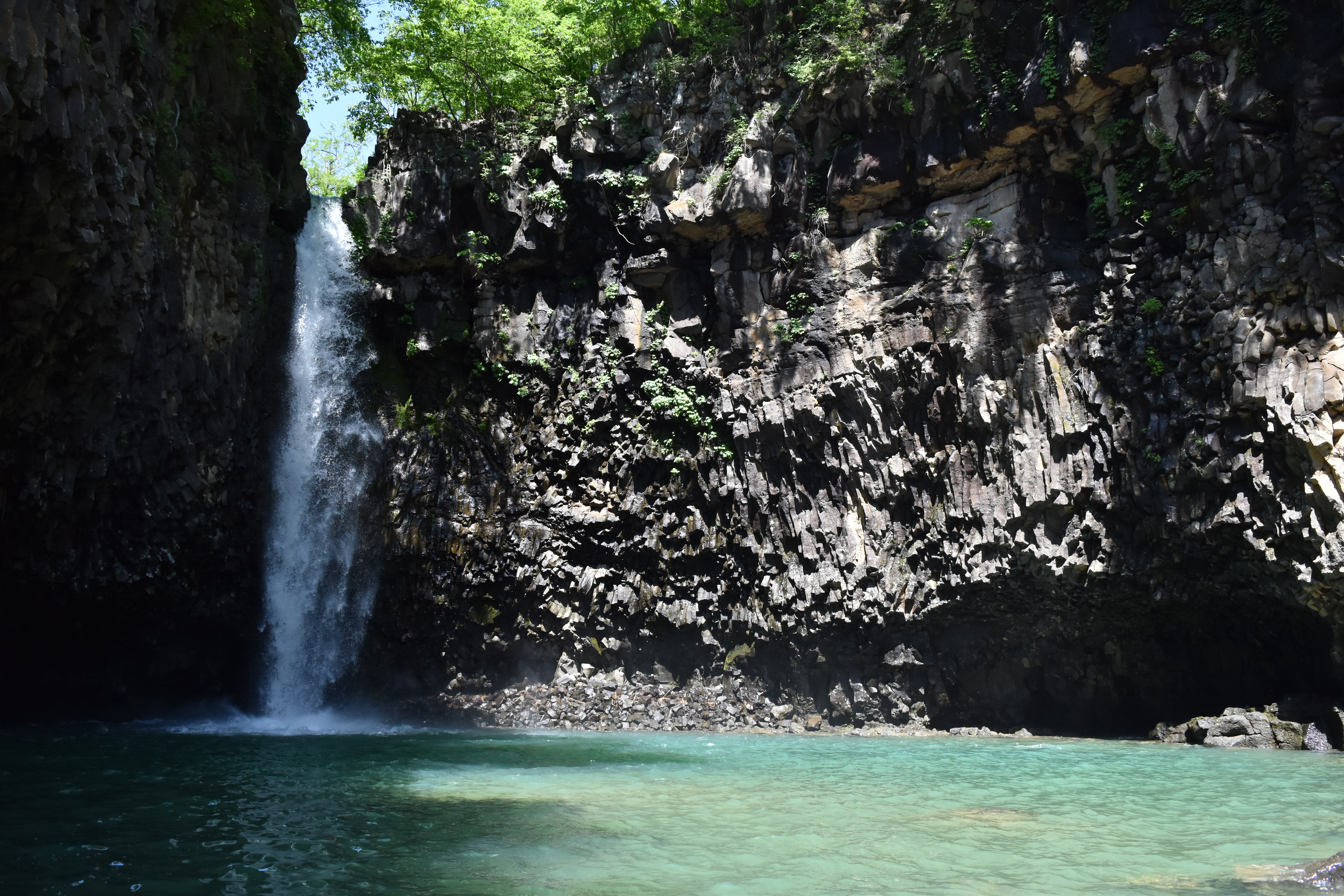
한탄강지질공원 재인폭포의 현무암

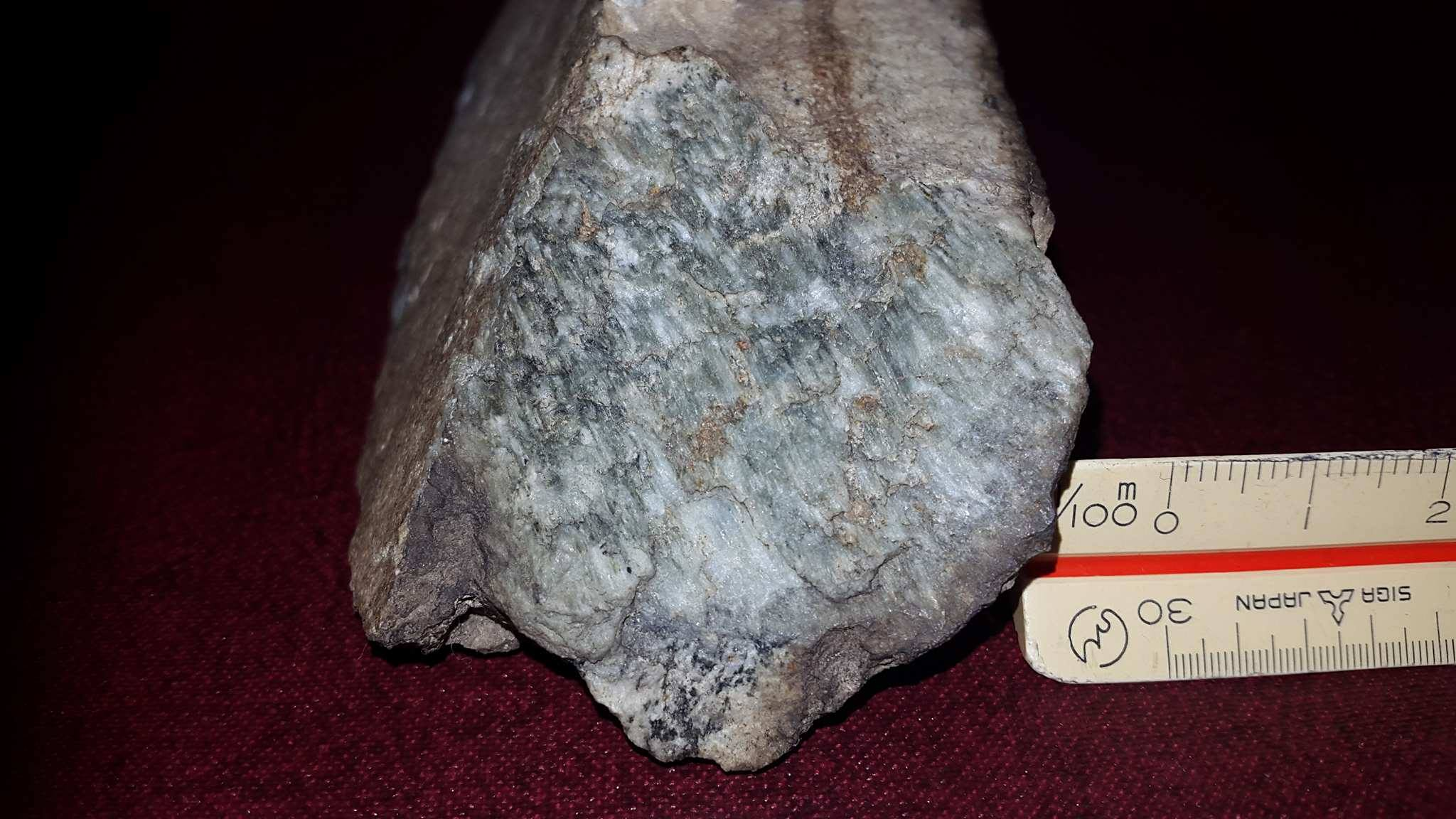
경기도 연천군의 노두에서 난 단층마찰면 표본―단층이 움직인 방향을 따라 석영 계단이 자라 있다.

본 문서에서는 대한민국 경기도 연천군의 지질과 재인폭포 등 연천군 내 한탄강지질공원의 지질유산 및 동두천 단층, 전곡 단층 등 연천군 내 한국의 단층에 대해 설명한다. 

## 개요
경기도 연천군은 지체 구조상 선캄브리아기 경기 지괴/경기 육괴와 중국 대륙충돌대의 연장으로 추정되는 임진강대(임진강 습곡대)가 만나는 곳이다. 연천군의 지질은 선캄브리아기 고원생대의 장락층군을 기반암으로 하여 신원생대에 이를 관입한 감악산변성섬장암과 화강편마암, 임진강대를 구성하는 고생대 중기 데본기의 퇴적암 지층 연천층군과 백악기의 퇴적 분지인 철원 분지를 구성하는 백악기의 퇴적암 지층 철원층군, 대동 누층군 김포층군의 일부인 적성층으로 구성된다. 또한 한탄강변에는 신생대 제4기에 추가령 구조곡에서 분출한 현무암이 소규모로 분포한다. 추가령 단층의 일부인 동두천 단층이 연천군을 남-북 방향으로 지나며 이외에 전곡 단층 등이 있다. 1:5만 지질도폭 상으로, 
- 철원·마전리 지질도폭(1996) 남서부 (신서면, 미산면, 백학면 고대산)[3]
- 연천 지질도폭(2008) 중·서부 (중면 남동부, 연천읍, 군남면, 신서면 남동부, 전곡읍 북부)[4]
- 문산 지질도폭(1998) 북부 (장남면, 백학면 노곡리)[5]
- 포천 지질도폭(2005) 북서부 (전곡읍 남부)[6]

에 해당한다. 

## 선캄브리아기

### 경기변성암복합체 흑운모/호상 편마암
경기 지괴를 구성하는 주요 암석인 경기변성암복합체 흑운모 편마암 또는 호상 편마암은 연천군 백학면 구미리, 학곡리, 장남면 지역에 분포하며 파주시 진동면과 적성면 지역으로 이어진다. 이 지역의 흑운모/호상 편마암은 김옥준(1973)의 부천층군과 시흥층군에 해당하며 연천군 백학면 지역에서 고생대 연천층군과 단층으로 접촉한다. 흑운모로 구성된 우흑대와 석영으로 구성된 우백대가 교호하는 전형적인 호상 편마암이며 흑운모 편마암, 석영-장석질 편마암, 장석반상쇄정질 편마암, 안구상 편마암, 운모편암, 규암, 결정질 석회암 및 석회규산염암 등으로 구성된다. 호상 편마암은 퇴적 기원이며 흑운모에 대한 칼륨-아르곤 연대 측정 결과는 254±4 Ma (페름기~트라이아스기)으로 해당 시기의 광역 변성 작용을 지시한다.

### 고원생대장락층군
김옥준(1973)은 경기 육괴 북서부에 분포하는 선캄브리아기 암석들의 층서를 연구하고, 규암과 석회암 지층을 건층(key bed)으로 하여 밑에서부터 부천층군, 시흥층군, 양평층군으로 구성되는 경기변성암복합체와 중기~후기 선캄브리아기의 장락층군과 춘성층군으로 구분하였다. 연천 지질도폭(2008)에서도 이 층서 체계를 따라 연천군 전곡읍 남부~청산면 지역에 분포하는 편암 지층을 장락층군에 대비하였다. 연천군 지역의 장락층군은 흑운모/백운모편암, 복운모편암, 견운모석영편암, 석영편암 등으로 구성되며 중간에 수 매의 규암과 회색~유백색 대리암이 협재된다. 청산면 대전리 지역에서는 흑연을 함유한 석영편암이 수 미터 두께로 나타난다. SHRIMP 저어콘 U-Pb 연대측정 결과는 약 19억 년(고원생대 오로세이라기)으로 모암의 퇴적 상한을 지시한다. 장락층군 편암의 평균 밀도는 2.77 g/cm3이다.

### 신원생대감악산변성섬장암

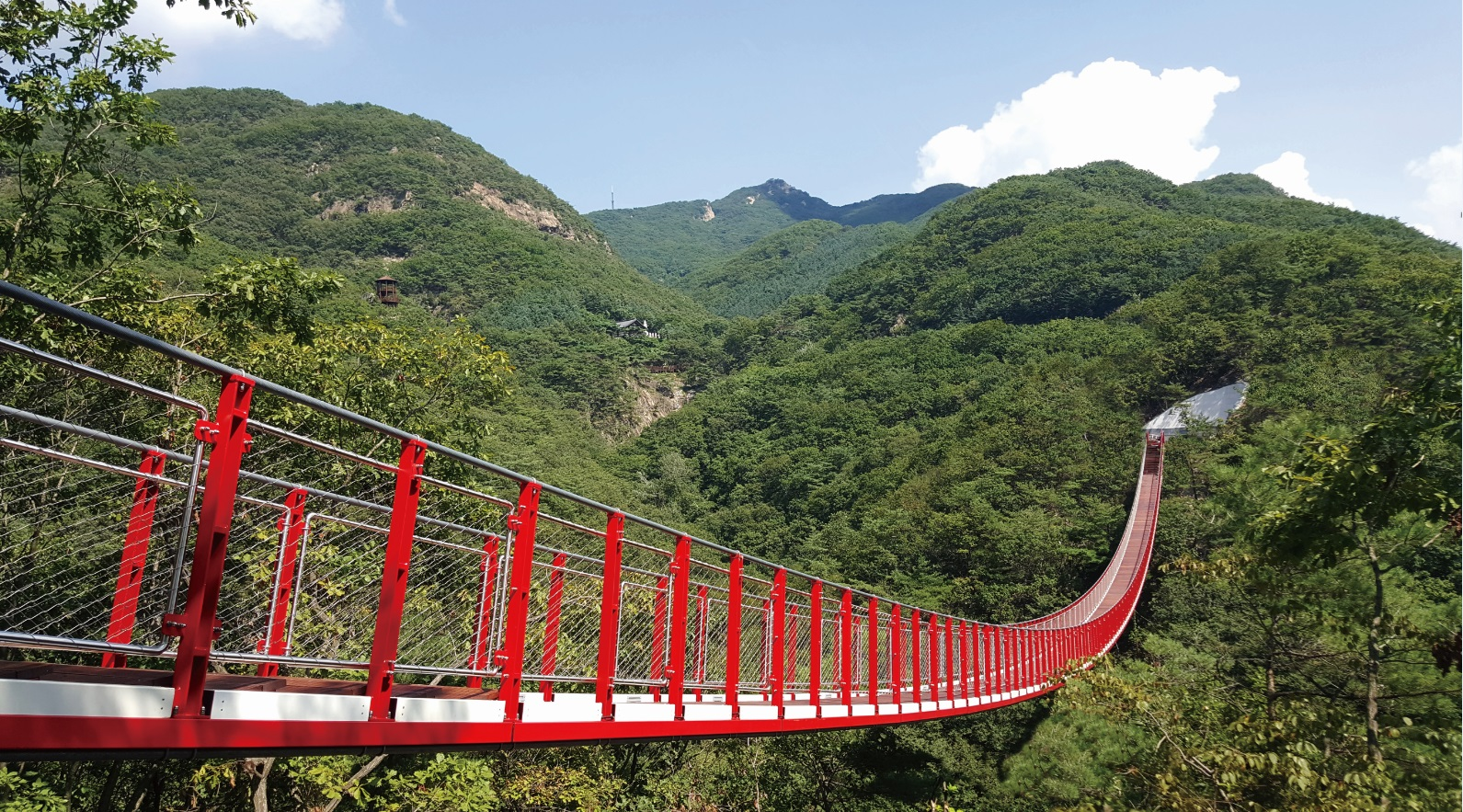
선캄브리아기 감악산변성섬장암으로 구성된 감악산

감악산변성섬장암은 감악산 지역을 표식지로 하여 연천군 남부와 포천시 창수면 지역에 전곡 단층을 따라 북동-남서 방향으로 분포하는 신원생대의 섬장암이다. 감악산변성섬장암은 고원생대 장락층군을 관입하며 암석 전반에 걸쳐 압쇄 작용을 받아 압쇄 엽리가 발달하며 부분적으로는 초압쇄암도 발견된다. 감악산변성섬장암의 SHRIMP 저어콘 U-Pb 연대는 742±13 Ma (신원생대 토노스기)이다. 감악산변성섬장암의 평균 밀도는 2.92 g/cm3이다.

### 신원생대화강편마암
화강편마암은 연천군 미산면 동이리, 전곡읍 고능리, 청산면 대전리 지역에서 장락층군을 관입하였으며 포천 지질도폭(2005)에서는 감악산변성섬장암 이전의 암석으로 보았고 연천 지질도폭(2008)에서는 연천군 전곡읍 고능리 지역(북위 38° 01′ 02″ 동경 127° 02′ 07″ / 북위 38.01722°  동경 127.03528° )에서 시료를 채취하여 SHRIMP U-Pb 저어콘 연대측정을 실시하여 730,7±19.6 Ma (신원생대 토노스기)의 연대를 보고하였다. 화강편마암의 평균 밀도는 2.68 g/cm3이다.

## 고생대연천층군

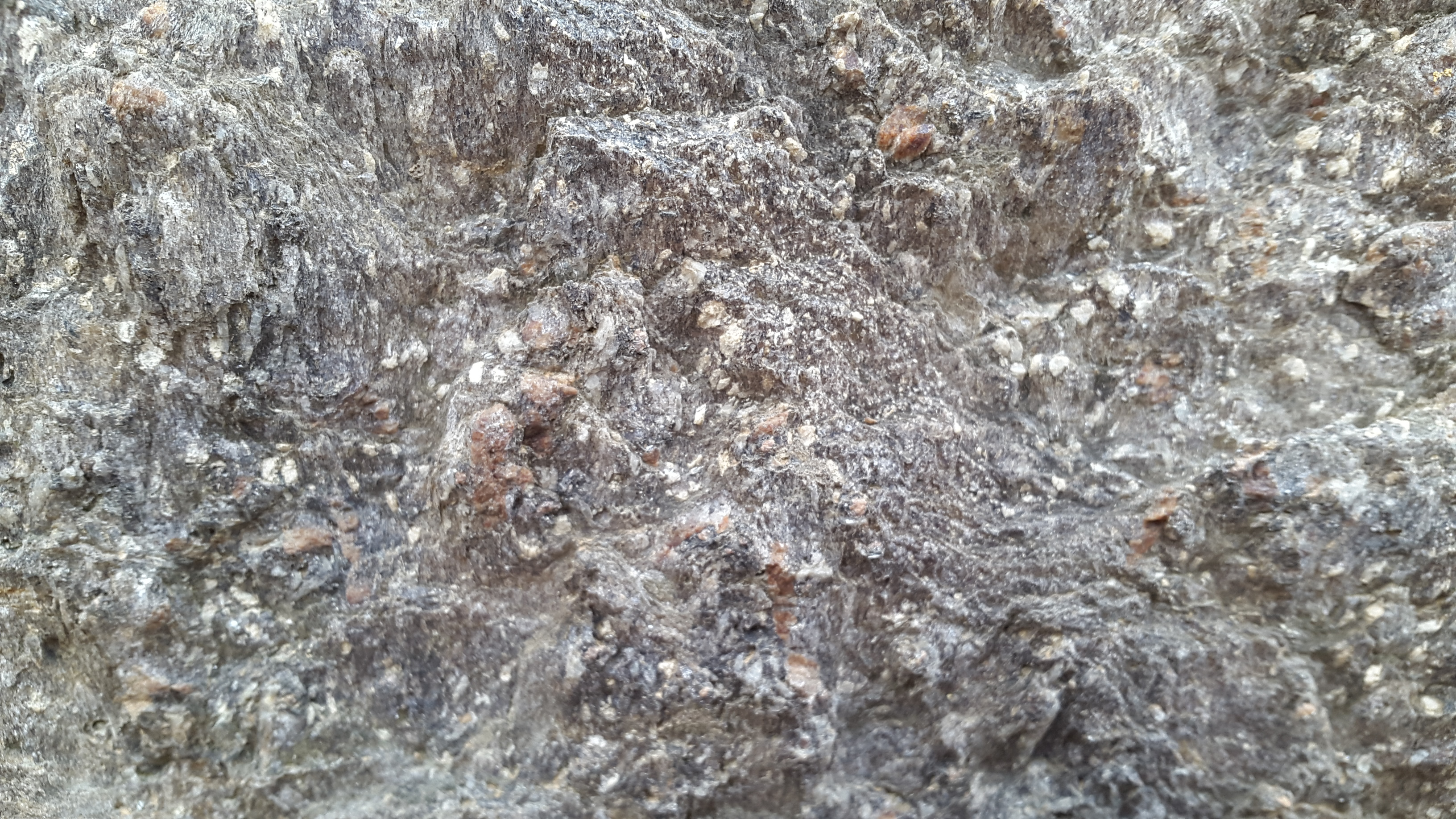
연천군 신서면에서 나는 함십자석 편암. 붉은 주상의 광물들이 십자석이다.

연천층군(漣川層群, Yeoncheon Group)은 임진강대를 구성하는 고생대 중기 데본기의 퇴적암 지층으로 연천 및 철원 지질도폭에서는 연천층군을 밑에서부터 미산층, 대광리층, 천덕산층으로 구분하였다. 
야마구치(1951)는 추가령 단층 서부 연천군 전곡읍~대광리 일대 지역의 변성퇴적암을 연천계(漣川系)로 명명하였다. 그러나 편리가 원암의 층리와 일치하지 않아 층서적으로 구분할 수 없어 소위 연천계는 변성 정도에 따라 여척암대, 진곡암대(I, II, III), 계호암대, 흑석암대, 삼곶암대로 구분된다. 연천 지질도폭(2008) 및 최위찬과 최성자(2009)는 미산층은 삼곶암대, 대광리층은 진곡암대, 천덕산층은 여척암대에 대비하였다.
조문섭 외(1995)는 야마구치(1951)의 삼곶암대를 삼곶층으로 명명하고 이 '삼곶층'에 발달하는 각섬암의 변성 온도는 632~736°C, 변성 압력은 7.9~11.1 kbar, 변성 연대는 Sm-Nd 231±30 Ma, Rb-Sr 222±24 Ma (트라이아스기 중기/후기)로 보고하였으며 이는 중국의 산둥 반도에서 보고된 변성 시기와 일치하다고 하여 중국의 친링-다비-술루 고압 변성대가 한반도의 임진강대로 연장될 가능성을 시사하였다.

### 미산층
미산층(嵋山層, Misan Formation)은 연천군 미산면을 표식지로 하여 백학면 두일리, 군남면, 중면, 청산면 장탄리 지역에 분포하는 변성퇴적암 지층이다. 철원·마전리 지질도폭(1996)에서는 미산층을 하부 석영우세 변성사질암대, 중부 운모우세 변성사질암대, 상부 석영우세 변성사질암대로 구분하고 이들 사이의 경계가 점이적이라고 보고하였으나 연천 지질도폭(2008)에서는 일정한 특성과 두께를 가지는 층원(member)이나 대(zone)로 구분하기 어려워 층서적 구분을 하지 않았다. 선캄브리아기 경기변성암복합체와 단층으로 접하며, 전반적으로 석회규산염암과 함흑운모 변성사질암이 평행하게 교호하고 각섬암, 대리암, 규암, 천매암, 흑운모 편암, 결정질 석회암(신서면 마전리 등)이 협재된다. 미산층의 두께는 9,000 m 이상으로 추정된다. 미산층 사암의 평균 밀도는 2.67 g/cm3이다.
미산층에 협재된 각섬석에 대한 칼륨-아르곤 연대 측정 결과는 992±14, 899±77, 466±18, 221±11 Ma (신원생대~트라이아스기)이며 미산층의 석류석편암에서 분리한 쇄설성 저어콘의 SHRIMP U-Pb 저어콘 연대측정 결과는 447.0±4.4 Ma (오르도비스기 후기~실루리아기) 및 396.7±6.1 Ma (데본기 전기)으로 미산층은 390 Ma (데본기) 이후에 퇴적된 지층으로 해석된다. 여기에 연천 지질도폭(2008) 조사 당시 미산층 하부를 관입한 엽리상 각섬석 화강암의 연대측정 결과가 342 Ma (석탄기)로 측정되어 연천층군의 퇴적시기는 데본기 중기~말기로 해석된다.
동두천 단층 양쪽에서의 탄성파 탐사 결과, 미산층은 동두천 단층 양측에 모두 분포하며(단, 동쪽에서는 철원층군에 덮여 지표에 노출되지 않는다.) 지하 1~3 km 지점까지 분포하고 그 아래는 장락층군과 같은 선캄브리아기 기반암들이 분포하는 것으로 추정된다.

### 대광리층
대광리층(大光里層, Daegwangri Formation)은 연천군 신서면 대광리를 표식지로 하여 중면 마거리, 적거리 지역에 동-서 방향으로 분포하는 천매암질 운모편암 지층이다. 편리의 주향은 동-서 방향이며 북쪽으로 50~60° 경사한다.

### 천덕산층
천덕산층(Cheondeoksan Formation)은 연천군 신서면 덕산리의 천덕산을 표식지로 하여 신서면 대광리, 마전리 지역에서 배사 습곡 구조를 따라 동-서 방향으로 분포하는 변성퇴적암 지층이다. 천매암질암과 변성니질암으로 구성되며 역전된 연흔 구조가 발견된다.

### 석탄기엽리상 각섬석 화강암
엽리상 각섬석 화강암은 연천군 청산면 장탄리 궁산교 서측의 한탄강 남측 하안에서 미산층 하부 석회규산염암을 관입한 암맥 형태로 나타난다. 이 암석은 연성 전단 작용으로 압쇄되어 압쇄엽리가 발달하며 습곡이 빈번하게 나타난다. 이 암석에 대한 SHRIMP U-Pb 저어콘 연대측정 결과는 342.2±8.6 Ma (석탄기 미시시피기)으로 연천층군의 지질시대를 제한한다.

## 중생대쥐라기대동 누층군김포층군 적성층
적성층(Jeokseong Formation)은 문산 지질도폭(1998)에서 파주시 적성면을 표식지로 하여 명명하였으며 전곡 단층을 따라 연천군 전곡읍 양원리, 고능리, 청산면 초성리 지역에 분포한다. 전희영(1989)은 파주~연천 지역의 대동 누층군 적성층을 김포시 김포 분지 지역의 대동 누층군 김포층군과 같이 묶어 경기탄전(京畿炭田, Gyeonggi Coalfield)으로 명명하였다.
적성층은 회색 역암, 담~암회색 사암, 역질사암, 흑색 셰일 등으로 구성되며 중부에 무연탄이 1~3매 협재된다. 암상에 따라 전희영(1989)은 적성층을 하부 역암·역질사암대(120 m), 하부 사암·셰일호층대(350 m), 상부 역암·역질사암대(100 m), 상부 사암·셰일호층대(200 m)로 구분하였으며, 포천 지질도폭(2005)에서는 하부 역암대, 중부 사암우세대, 상부 역암대로 구분하였다. 역암의 자갈은 대개 유백색 규암과 석영맥에서 유래하였으며 5~10 cm 크기이다. 적성층의 남동부는 감악산변성섬장암을 부정합으로 덮으며 북서부는 초성 스러스트 단층에 의해 선캄브리아기 장락층군이 적성층 위로 충상되어 있다.
전희영 외(1988)와 유강민 외(1992)는 연천군 전곡읍 양원리 괸돌말 부근 중부 사암우세대의 함탄층 상위 지층에서 Cladophlebis sp.z, Clathropteris sp., Phoenicopsis sp.z, Podozainites sp.z, Pterophyllutn sp.z, Neocalamites sp. 등의 식물 화석을 보고하고, 적성층을 트라이아스기 후기~쥐라기 전기에 온난한 열대 내지 아열대 기후의 호소 환경에서 퇴적된 지층으로 해석하였다. 김종헌(1993)은 임진강대 지역 파주시 적성면 적암리 문바위 지역과 연천군 전곡읍 양원리 지역 적성층에서 Neocalamites carrerei (Zeiller) Halle, Hausmannia usuriensis (Kryshtofovich), Desmiophyllum sp., Elatocladus constricta (Feistmantel) Oishi 식물 화석을 발견 기재하였다.

## 중생대백악기철원층군
철원 분지는 연천군 신서면, 전곡읍, 철원군 철원읍, 포천시 관인면 지역에 걸쳐 타원 형태로 발달한 백악기의 퇴적 분지로 연천군 내 행정 구역상 고대산과 신서면 내산리, 연천읍 부곡리, 동막리, 고문리에 걸쳐 있다. 철원 분지의 서측 경계는 추가령 단층, 동측 경계는 동송 단층(부분적)이며 철원 분지를 구성하는 철원층군은 대부분 화산암으로 구성되고 약간의 응회암질 퇴적암으로 구성된다. 철원층군은 밑에서부터 신흥층, 궁평층, 중리층, 금학산 안산암, 동막골 응회암, 유문암, 신서각력암, 지장봉 응회암 8개 암석으로 구성된다. 백악기 화산암(유문암, 신서각력암, 응회암)의 평균 밀도는 각각 2.56, 2.53, 2.62 g/cm3으로 미산층이나 장락층군 편암보다 낮다.

### 신서각력암 (초거력각력암)
고대산~신서면 내산리 지역에 분포하는 각력암은 철원 지질도폭(1996)에서 유천층군 초거력각력암으로 기재하였으나 남서쪽으로 오면서 보통 크기의 각력암과 응회각력암으로 점이하여 연천 지질도폭(2008)에서는 신서각력암으로 명명하였다. 연천 지질도폭에서는 신서각력암을 지구대나 칼데라와 같은 함몰지의 절벽에서 암설(巖屑)이 쏟아져 형성된 지표각력암(epiclastic breccia)으로 해석하였다. 안산암, 용결응회암, 편암, 천매암, 대리암, 규암, 유문암 등의 거력을 포함하며 신서각력암 내에 국지적으로 퇴적암이 협재된다.

## 중생대백악기화성암

### 장탄리 현무암
장탄리 현무암은 연천군 청산면 장탄리 한탄강변의 좌상바위를 구성하는 백악기 현무암으로 이윤수 외(2001)는 장탄리 현무암 주변의 녹색 응회암이 경계부 가까이에서 수직에 가까운 경사를 보인다고 하여 둘의 관계를 단층으로 해석하였으며 연천 지질도폭(2008)에서는 철원층군 궁평층의 응회암을 관입한 것으로 보았다. 장탄리 현무암은 다공질 암석으로 내부에 방해석이 채워져 있어 염산 반응으로 방해석이 없는 제4기 전곡 현무암과 구별할 수 있다. 장탄리 현무암은 화구나 화도(vent)에서 형성되었으며 초기에는 용암 대지를 형성했으나 침식되고 일부만 남아 있는 것으로 해석된다. 칼륨-아르곤 연대 측정 결과는 73.1±1.6 Ma (lee 89) 및 94±5 Ma이다.

### 암맥
산성암맥은 지장봉 응회암을 제외한 모든 화산암을 관입하며 화강반암, 장석반암, 석영반암 등이 있다. 중성암맥은 지장봉~북대 지역에서 북서 70° 및 북동 80° 방향으로 발달한다.

## 신생대제4기

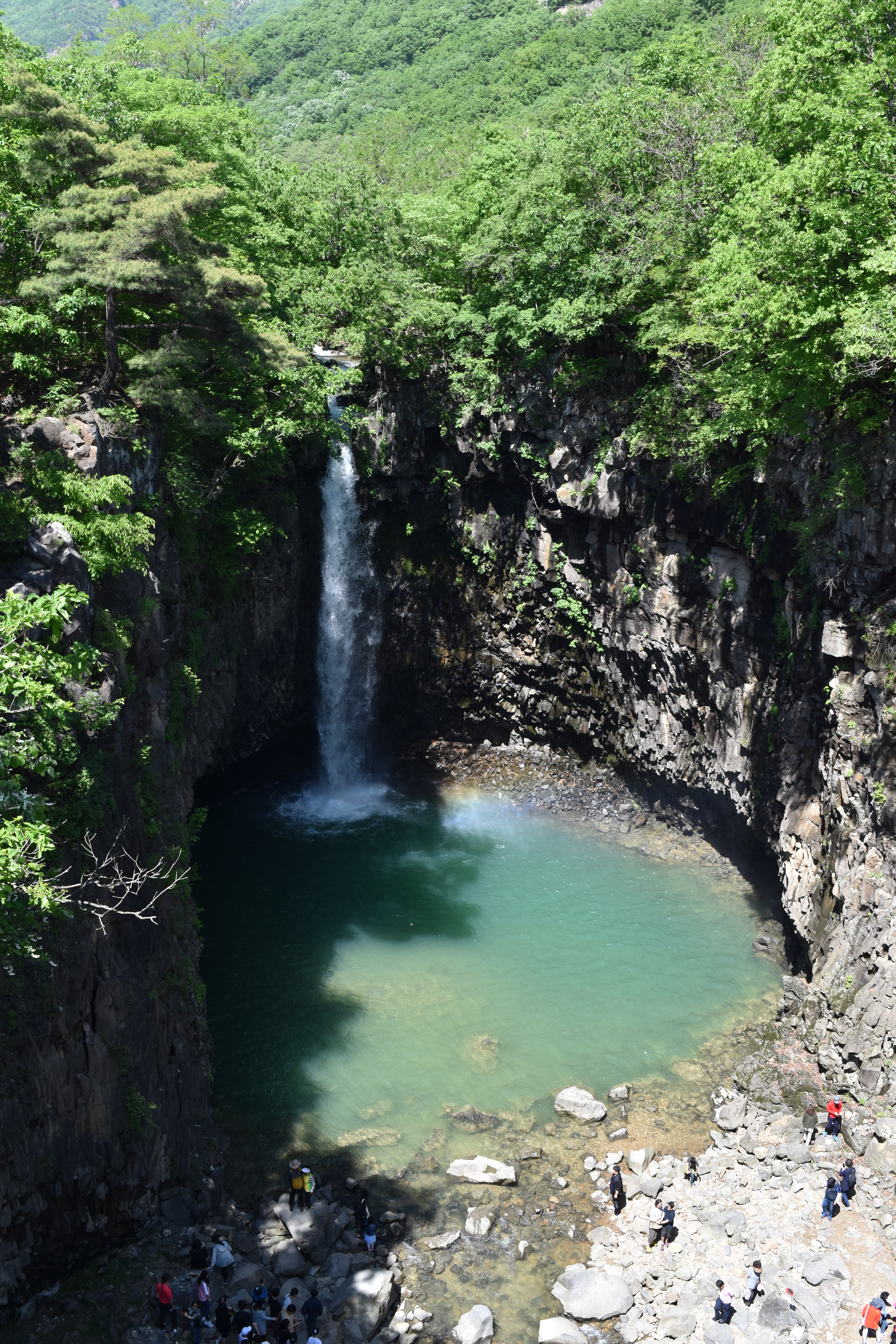
재인폭포와 제4기 현무암

### 철원-평강 용암대지
추가령 구조곡에서 화산 활동은 백악기부터 제4기 플라이스토세까지 일어났다. 용암 대지를 형성하는 전곡 현무암은 칼륨-아르곤 연대 측정 결과 약 27만년 전(0.27 Ma)에 분출한 것으로 드러났다. 제4기 현무암은 오리산과 검불랑 부근의 680 m 고지로부터 분출하였다. 연천군 전곡 지역 제4기 화산암의 마그마 발생 심도는 약 250~300 km로 추정된다. 신생대 제4기에, 추가령 구조곡의 지질적으로 약한 부분을 따라 열하 분출(裂罅 噴出)한 용암은, 철원-평강 용암대지로 불리는 대규모 화산 지형을 형성하였다. 유동성이 큰 현무암질 용암의 분출은 주로 강원도 평강군의 오리산(鴨山, 453 m)과 검불랑을 잇는 선을 중심으로 이루어졌다. 현무암질 용암의 분출로 인해 기존의 하천들이 매몰되고 분수계가 변화하는 하계망 혼란과 재편성이 일어났으며 평탄한 곳에서는 하천쟁탈도 전개되고 있다.

### 백의리층
백의리층은 하천을 따라 분포하는 제4기 현무암 직하부에 두께 5 m 이내의 미고결 하성퇴적암으로 이대성 외(1983)가 명명하였다. 자갈과 모래, 흙으로 구성된다.

### 현무암
연천군 내에서 제4기 현무암, 소위 전곡 현무암은 주로 한탄강을 따라 분포하며 임진강 및 영평천과 차탄천의 하류에도 분포한다. 추가령 구조곡을 따라 분출한 현무암 용암은 전곡읍 일대에서 용암 대지를 형성하며 하천에서 흔히 주상절리가 발달한다. 현무암의 전체 두께는 20 m 이내로 4매 이내의 용암류(lava flow)로 구성된다. 현무암의 평균 밀도는 2.72 g/cm3이다.

## 지진과단층

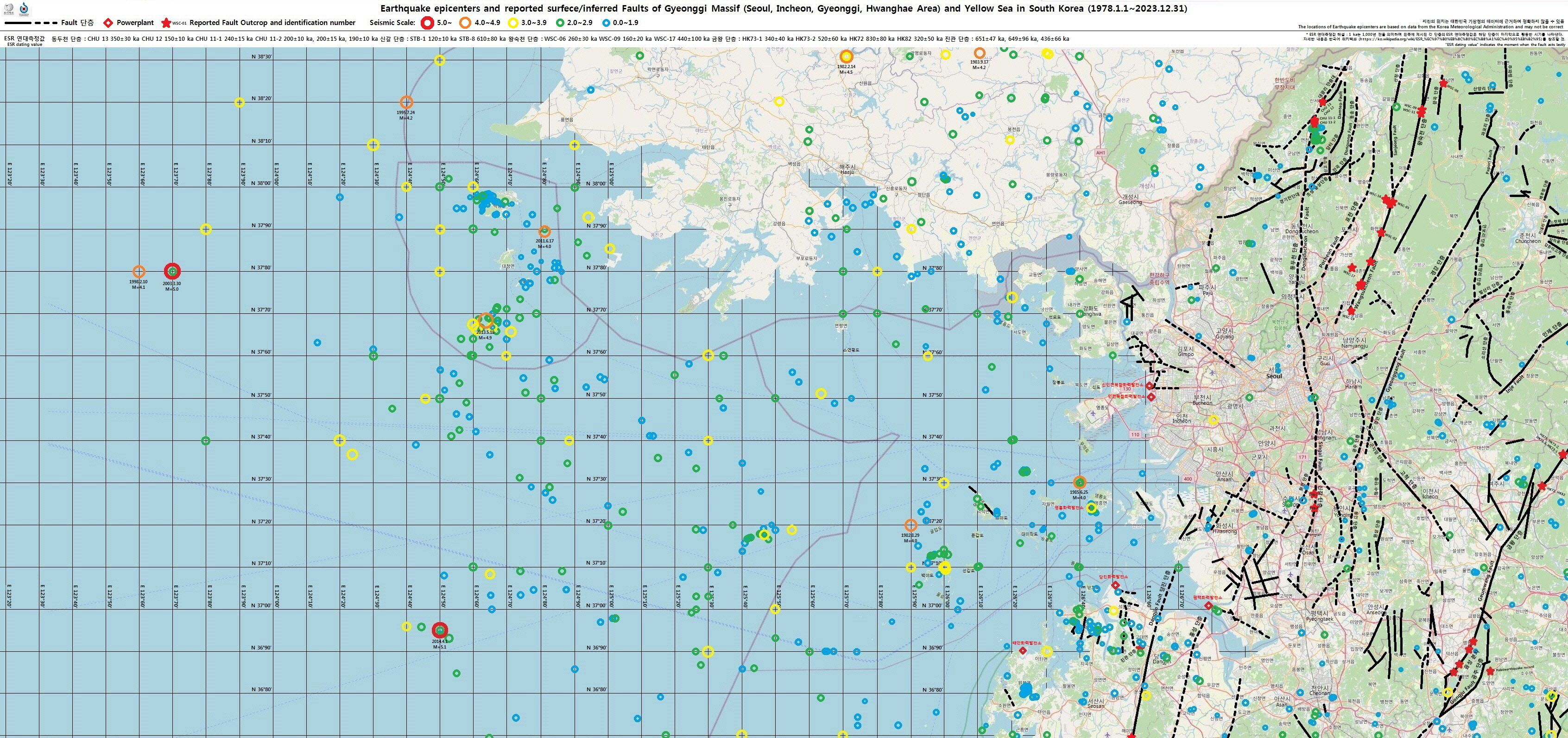
경기 육괴 북부 지역의 지진과 단층

### 추가령 단층(동두천 단층)
추가령 구조곡(楸哥嶺 構造谷, Chugaryeong Tectonic Valley)은 서울~원산 간에 발달하는 연장 160 km의 골짜기이다. 추가령 구조곡을 따라 남-북 주향의 추가령 단층대가 발달하고 있다. 추가령 단층대는 추가령 단층, 동두천 단층, 왕숙천 단층, 신갈 단층, 포천 단층 등으로 구성되며, 추가령 단층에 대한 ESR 연대측정 결과 제4기, 약 15~20만년 전에 활동한 활성단층으로 밝혀졌다.
추가령 단층대는 서울에서 원산까지 일련의 단층들의 집합체로서 동두천 단층, 포천 단층, 왕숙천 단층, 대광리 단층, 동송 단층, 신갈 단층, 예성강 단층으로 구성된다. 이중 동두천 단층, 대광리 단층, 동송 단층, 포천 단층 등이 의정부시에서 모이고, 포천 단층과 평행하게 발달한 왕숙천 단층은 더 동쪽의 왕숙천을 따라 구리시, 성남시까지 연장된다. 추가령 단층대의 범위는 연구자들마다 서로 다른 견해를 가지고 있어서, 북쪽으로는 원산시에서 시작된다는 견해와 길주·명천 지구대까지 연장된다는 견해가 있다. 남쪽으로는 신갈 단층을 통해 서울특별시와 성남시까지 이어지는 것은 확실하나 그 이남은 불분명하며 당진 단층을 통해 보령시까지 이어진다는 의견도 있다.
추가령 단층 중 연천군~동두천시~양주시를 지나는 부분을 동두천 단층이라 한다. 연천 지질도폭에 의하면, 동두천 단층은 연천읍 대광리에서 북동-남서 방향으로 휘어지며 백악기 철원 분지의 서측 경계 단층으로 이어진다. 연천 지질도폭에서 보고된 정단층 전곡 단층을 기준으로 4 km의 수평 변위량이 추정되었다. 동두천 단층에 인접할수록 엽리의 주향이 심하게 굴절되어 형성된 습곡 구조가 발달하며 이는 동두천 단층의 우수향 주향이동을 지시한다. 포천 지질도폭(2005)에 의하면, 동두천시를 남-북 방향으로 관통하는 동두천 단층은 외견상 우수향의 주향 이동 단층이며 이 단층에 의해 분리되어 있는 적성층의 부정합면 또는 초성 스러스트 단층을 기준으로 측정된 변위량은 3.5 km이다. 그러나 동두천 단층의 동부 지역에 상위 지층들이 많이 분포하고 있어 동측 지역이 상대적으로 하강한 것으로 보인다. 적성층과 선캄브리아기 암체들의 층리와 엽리는 단층 가까이 접근할수록 굴곡되어 있어 우수향 주향이동에 수반된 끌림작용을 지시한다.
활성단층 보고서(2012)에 의하면 연천군 신서면 지점에서 350±30 ka, 150±10 ka, 240±15 ka, 200±10 ka, 200±15 ka, 190±10 ka의 ESR 연대측정값이 보고되어 제4기에 추가령 단층이 활동했음을 지시한다. 다음은 활성단층 보고서(2012)와 여러 연구를 통해 보고된 추가령 단층대의 노두 위치와 ESR 연대측정값이다. 다음은 활성단층 보고서(2012)를 통해 보고된 추가령 단층대의 노두 위치와 ESR 연대측정값이다.
| 위치                 | 좌표 | 지질                             | 주향              | 경사              | 성향                                 | ESR 연대측정값                            | 비고                                                                     |
| -------------------- | --- | -------------------------------- | ----------------- | ----------------- | ------------------------------------ | ----------------------------------------- | ------------------------------------------------------------------------ |
| 연천군 신서면 대광리 | 북위 38° 11′ 58.11″ 동경 127° 7′ 49.07″ / 북위 38.1994750° 동경 127.1302972°                                                                                              | 천덕산층 천매암질암              | 북동 40°          | 남동 80°          | 주향이동                             | 350±30 ka                                 | 경원선 신탄리역으로부터 200°방향 2 km                                    |
| 연천군 신서면 대광리 | 북위 38° 9′ 16.74″ 동경 127° 6′ 4.52″ / 북위 38.1546500° 동경 127.1012556°                                                                                                | 미산층 변성사질암, 백악기 화산암 | 북동 30°          | 북서 67°          | 좌수향→우수향→우수향→좌수향 주향이동 | 150±10 ka                                 | 도로 절개사면, 철원분지의 경계 단층                                      |
| 연천군 연천읍 옥산리 | CHU 11-1 북위 38° 8′ 25.08″ 동경 127° 5′ 48.80″ / 북위 38.1403000° 동경 127.0968889° CHU 11-2 북위 38° 8′ 24.32″ 동경 127° 5′ 49.43″ / 북위 38.1400889° 동경 127.0970639° | 규장암, 응회암                   | 북동 60° 북동 20° | 북서 75° 남동 65° | -                                    | 240±15 ka 200±10 ka, 200±15 ka, 190±10 ka | 추가령 단층의 주 단층방향과 일치 경원선 신망리역으로부터 60° 방향 1.8 km |

### 연천 군발지진
2016년 경주 지진 이후 추가령 단층대에서 발생한 지진의 빈도가 이전에 비해 현저하게 증가하였다는 보고가 있다. 특히 동두천 단층에 인접한 연천군 북북동쪽 3~5 km 지역에서 집중적으로 지진이 발생하고 있다. 2009~2017년의 지진들은 동두천 단층을 북서쪽에서 남동쪽으로 가로지르지만, 2018년~2021년의 지진들은 단층 동쪽 1 km 지점에 집중된다. 
이와 같은 군발지진이 대지진의 전조 현상인지 아니면 국지적인 단층 운동인지 알아보기 위해 2020년 11월 연세대학교와 스웨덴의 웁살라 대학교에서 동두천 단층을 횡단하는 5.6 km 축선에 대해 2차원 탄성파 탐사를 실시하였다. 그 결과 동두천 단층의 파쇄대로 추정되는 곳에서 서쪽에 비해 동쪽의 지층이 1 km 수직으로 상승한 흔적이 발견되었다. 최승찬 외(2022)는 해당 지역에서 중력 이상을 측정하고, 동두천 단층의 동쪽에서 안행상(En echelon) 단층을 따라 깊이 5 km 이내의 천발지진이 집중되었으며, 이는 지표 부근에 관입한 고밀도 암석 사이에 발달하는 저밀도의 단층이 응력에 취약하여 군발지진이 집중되는 것으로 추정하였다.

### 전곡 단층
연천 지질도폭(2008)에서는 경기 육괴에 속하는 선캄브리아기 암석(경기변성암복합체 호상/흑운모 편마암, 장락층군 등)과 임진강대에 속하는 고생대 연천층군 미산층과의 경계를 따라 발달하는 정단층을 확인하여 이를 전곡 단층(全谷 斷層, Jeongok Fault)으로 명명하였다. 연천군 청산면 대전리에서는 장락층군과 미산층 사이에 수 미터 폭의 정단층이 북서쪽으로 50° 경사하는 노두가 확인되었으며, 연천 지질도폭에서는 전곡 단층으로 접하는 선캄브리아기 암석과 연천층군이 원래 부정합이었으며 트라이아스기 말 연성 전단 작용에 의해 경기전단대가 형성되고 지각의 상승으로 연성전단대가 단층으로 변한 것으로 해석하였다.

### 초성 스러스트 단층
초성 스러스트 단층은 연천탄전의 북쪽 경계를 따라 선캄브리아기 암석(경기변성암복합체 호상/흑운모 편마암, 장락층군, 화강편마암 등)을 대동 누층군 적성층 위로 북쪽에서 남쪽으로 이동시킨 충상단층이다. 추가령 단층의 일부인 동두천 단층에 의해 우수향으로 어긋나 있다.

## 같이 보기
- 한국의 지질
- 경기 지괴/경기 육괴
- 추가령 구조곡
  - 동두천 단층
- 연천군